# پیتر الیوت (بازیگر)
پیتر الیوت (به انگلیسی: Peter Elliott) (زاده ۱۹۵۶/۱۹۵۷) بازیگر نیوزلندی است. الیوت در سریال‌های تلویزیونی زیادی بازی کرده و در چندین فیلم سینمایی از جمله موجودات آسمانی به ایفای نقش پرداخته‌است.

## زندگی‌نامه
پیتر الیوت در حومه شهر کرایست‌چرچ در کشور نیوزیلند زاده شد.